# Casa pictorului Ion Andreescu din Buzău
Casa pictorului Ion Andreescu din Buzău este un monument istoric aflat pe teritoriul municipiului Buzău.